# Dicranomyia kotoshoensis
Dicranomyia kotoshoensis är en tvåvingeart som beskrevs av Alexander 1923. Dicranomyia kotoshoensis ingår i släktet Dicranomyia och familjen småharkrankar. Inga underarter finns listade i Catalogue of Life.